# 紅旗河溝駅
紅旗河溝駅（こうきかこう-えき）は、中華人民共和国重慶市渝北区に位置する重慶軌道交通3号線と6号線の駅である。

## 利用可能な鉄道路線
重慶軌道交通
■3号線
■6号線

## 駅構造
3号線は1面2線の島式ホームである。3号線の下を通る6号線は2面2線の相対式ホームである。

## 駅周辺
- 重慶紅旗河溝バスターミナル

## 歴史
- 2012年3月1日 - 3号線開業
- 2012年9月28日 - 6号線開業

## 隣の駅
重慶地下鉄
■3号線
観音橋駅(3/21) - 紅旗河溝駅(3/22) - 嘉州路駅(3/23)
■6号線
黄泥塝駅(6/11) - 紅旗河溝駅(6/12) - 花卉園駅(6/13)